# Osburga
Osburga fue la primera esposa del rey Ethelwulfo de Wessex y madre de Alfredo el Grande. Nació en el año 810, y era hija de Oslac de Hampshire, Gran Mayordomo de Inglaterra. La Iglesia católica celebra su consagración el 30 de marzo. Se casó en el año 830 con Ethelwulfo, futuro rey de Wessex, al cual dio 6 hijos, Æthelstan, Æthelbald, Æthelberht, Æthelred, Alfredo el grande, y su hija Æthelswith, esposa del rey Burgred de Mercia.
Murió en el año 855.